# غرفة بالأعلى (فلم)
غرفة بالأعلى (بالإنجليزية: Room at the Top) هو فيلم دراما تم إنتاجه في إنجلترا وصدر في سنة 1959.

## ترشيحات وجوائز
| السنة | الحدث | الفئة             | النتيجة  |
| ----- | ----- | ----------------- | -------- |
| 1959  |       | أوسكار أحسن ممثلة | فـــــوز |

## وصلات خارجية
- مقالات تستعمل روابط فنية بلا صلة مع ويكي بيانات

1. ↑  "معلومات عن غرفة بالأعلى (فيلم) على موقع bfi.org.uk". bfi.org.uk. مؤرشف من الأصل في 2019-03-13.
2. ↑  "معلومات عن غرفة بالأعلى (فيلم) على موقع cinematografo.it". cinematografo.it. مؤرشف من الأصل في 2019-12-10.
3. ↑  "معلومات عن غرفة بالأعلى (فيلم) على موقع tcm.turner.com". tcm.turner.com. مؤرشف من الأصل في 2019-12-10.